# Annie Macaulay-Idibia
Annie Macaulay-Idibia, nom de scène Annie Macaulay, née le 13 novembre 1984 à  Ibadan au Nigeria, est une actrice du cinéma Nollywood. Elle est également mannequin,. Nommée aux Best of Nollywood Awards en 2009, elle emporte un prix aux African Entertainment Legend Awards (Actrice en progression rapide). Elle commence sa carrière cinématographique en 2009. Le 18 mars 2022 elle fait partie du casting de « Young, famous & African », la première télé-réalité made in Africa lancée par Netflix, un show qui suit les aventures d’un groupe de riches et célèbres Africains. Le 19 mai 2023 elle est présente dans la deuxième saison du show. 
Elle est mariée à 2baba, un chanteur, auteur-compositeur, producteur de disques, entrepreneur et philanthrope nigérian. Le 2 mai 2012, 2Baba et Annie Macaulay se sont mariés à Lagos, au Nigeria, lors d'une cérémonie privée. Une cérémonie civile a également eu lieu à Dubaï, aux Émirats arabes unis, le 23 mars 2013, avec une forte présence de célébrités. Le couple de célébrités est parent de deux filles : Olivia Idibia et Isabella Idibia. Alors qu’elle était déjà en couple avec son mari 2Baba, il a eu deux enfants avec Sumbo Ajala et trois avec Pero Adeniyi.

## Filmographie
La filmographie d'Annie Macaulay-Idibia, comprend les films suivants  : 
- First Family
- Pleasure and Crime
- White Chapel
- Blackberry Babes
- Return of Blackberry Babes
- Estate Runs
- Unconditional[4].
- Obiageli The Sex Machine
- Morning After Dark
- Beautiful Moster
- Young, Famous & African, Netflix, 2seasons